# Freddy Deeb
Kassem Ibrahim „Freddy“ Deeb (* 27. November 1955 in Beirut) ist ein professioneller libanesisch-amerikanischer Pokerspieler. Er ist zweifacher Braceletgewinner der World Series of Poker sowie zweifacher Titelträger der World Poker Tour.

## Persönliches
Deeb ging 1975, als der libanesische Bürgerkrieg ausbrach, mit 19 Jahren in die Vereinigten Staaten. Er besuchte die Utah State University und verlor den Kontakt zu seinen Eltern, die ihn finanziell bei seinem Studium unterstützten. Er fand keine Arbeit, weil er nur mit einem Studentenvisum in den Staaten lebte, so dass er mit dem Spielen begann. Deeb war gezwungen sein Studium abzubrechen, obwohl er nur kurz davor stand seinen Abschluss in Maschinenbau zu machen.
Während der WSOP 2005 erzählte Deeb in einem Interview mit ESPN, dass er gerne sein Maschinenbaustudium beenden würde. Er lebt in Las Vegas und hat vier Kinder. Außerdem spielt Deeb sehr gerne Blackjack und nahm auch an der Ultimate Blackjack Tour teil.

## Pokerkarriere

### Werdegang
Bei der World Series of Poker (WSOP) in Las Vegas gewann er 1996 ein Bracelet in der Variante Triple Draw und erhielt knapp 150.000 US-Dollar. Er konnte sich auch beim WSOP-Main-Event zweimal gut platzieren: 1995 wurde er 17. und 2003 belegte er den 13. Platz. Deeb sicherte sich zudem zwei Titel beim Main Event der World Poker Tour. Bei der WSOP 2007 gewann Deeb bei der H.O.R.S.E. Championship ein Preisgeld in Höhe von mehr als 2,2 Millionen US-Dollar und sein zweites Bracelet.
Insgesamt hat sich Deeb mit Poker bei Live-Turnieren mehr als 9 Millionen US-Dollar erspielt und ist damit der erfolgreichste libanesische Pokerspieler.

### Braceletübersicht
Deeb kam bei der WSOP 51-mal ins Geld und gewann zwei Bracelets:
| Jahr | Buy-in (in $) | Turnier                 | Teilnehmer | Preisgeld (in $) |
| ---- | ------------- | ----------------------- | ---------- | ---------------- |
| 1996 | 05.000        | Deuce to Seven Draw     | 024        | 0.146.250        |
| 2007 | 50.000        | H.O.R.S.E. Championship | 148        | 2.276.832        |